# Aristêneto (cônsul em 404)

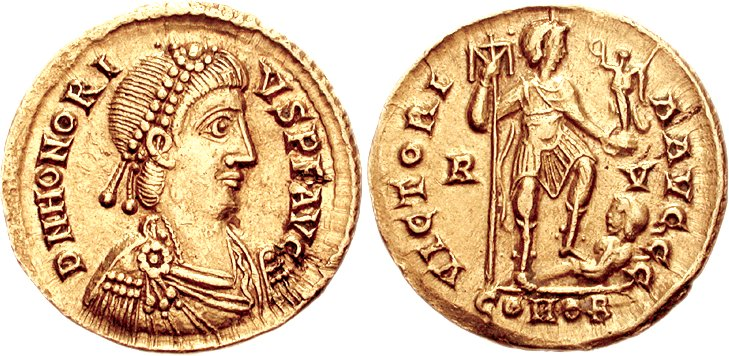
Soldo de Honório r.

Aristêneto (em latim: Aristaenetus; em grego:  Ἀρισταίνητος) foi um oficial romano dos séculos IV e V, ativo durante o reinado dos imperadores Teodósio (r. 378–395) e Arcádio (r. 395–408). Foi filho do notário Bassiano com sua esposa Prisca e neto dos prefeitos pretorianos do Oriente Talássio e Helpídio e suas respectivas esposas Teodora e Aristênete, bem como parente e discípulo do sofista Libânio. Ele provavelmente nasceu logo após 364, considerando que seus pais casaram-se em 363 e sua irmã Bassiana nasceu em 364.
Em 392, Aristêneto foi nomeado por Teodósio como prefeito urbano de Constantinopla, muito embora tenha exercito por pouco tempo o ofício: seu predecessor Próculo ainda estava em ofício em 25 de junho de 392, enquanto seu sucessor Aureliano já é mencionado na posição em 27 de fevereiro de 393. Em 393, Aristêneto apoiou o cônsul Rufino e visitou Antioquia. Em 404, foi cônsul posterior ao lado do imperador ocidental Honório (r. 395–423). Segundo inferências nas cartas de Libânio, em algum momento incerto, Aristêneto recepcionou seu primo na corte.